# Saint-Méen-le-Grand
Pour les articles homonymes, voir Saint-Méen (homonymie).
Saint-Méen-le-Grand [sɛ̃ mɛ̃ lə ɡʁɑ̃] est une commune française située dans le département d'Ille-et-Vilaine, en région Bretagne. La cité fut fondée par saint Méen (Meven).

## Géographie
Saint-Méen-le-Grand se trouve à 43 km à l'ouest de Rennes sur l'axe Rennes-Saint-Brieuc (66 km), à 62 km au sud de Saint-Malo et à 20 km au nord de la forêt de Paimpont. Elle est à côté de la Route nationale 164, axe Châteaulin-Rennes mis en 2 × 2 voies de Merdrignac à Rennes.
Noter que la prononciation par les résidents est « [MIN] » comme pour la « main » et non « [Mé-IN] ».
La ville de Saint-Méen-le-Grand, que par souci de simplification, on appelle Saint-Méen, se situe au cœur de la Bretagne et occupe le centre de la bordure ouest de l'Ille-et-Vilaine, juste en limite de département avec ceux des Côtes-d'Armor et du Morbihan.

### Communes limitrophes
|                                | Plumaugat Côtes-d'Armor Quédillac | Le Crouais             |
| Loscouët-sur-Meu Côtes-d'Armor | Saint-Méen-le-Grand               |                        |
|                                | Gaël                              | Saint-Onen-la-Chapelle |

### Accès
- Par la route :

1. De Rennes vers Saint-Méen-le-Grand : voie rapide N 12, direction Saint-Brieuc, sortie Saint-Méen-le-Grand : voie rapide N 164 (43 km).
2. De Vannes vers Saint-Méen-le-Grand : voie rapide N 166 direction Ploërmel, sortie Ploërmel / Mauron D 766 / D 166 (79 km).
3. De Saint-Malo vers Saint-Méen-le-Grand : voie rapide N 137 direction Rennes, sortie Dinan voie rapide, sortie Vannes D 766 (62 km).

- Par le train : Ligne TER Rennes - Lamballe - Saint-Brieuc : Arrêt à Quédillac ou La Brohinière. Le Schéma de Cohérence du Pays de Brocéliande souhaite, dans son projet politique à l'horizon 2020-2030, la réouverture aux voyageurs de la voie ferrée entre Saint-Méen et la Brohinière, aujourd'hui réservée au fret[2]. La gare TGV de Rennes est à moins de 40 minutes.-
- Par le car : Ligne Rennes - Loudéac. Centre gare routière de Rennes
- Aéroport de Rennes Saint-Jacques à moins de 40 minutes.

### Hydrographie
Pour un article plus général, voir Réseau hydrographique d'Ille-et-Vilaine.
La commune est située dans le bassin Loire-Bretagne. Elle est drainée par le Garun, les Gravelles,,.
Le Garun, d'une longueur de 30 km, prend sa source dans la commune de Loscouët-sur-Meu et se jette  dans le Meu à Montfort-sur-Meu, après avoir traversé onze communes. 

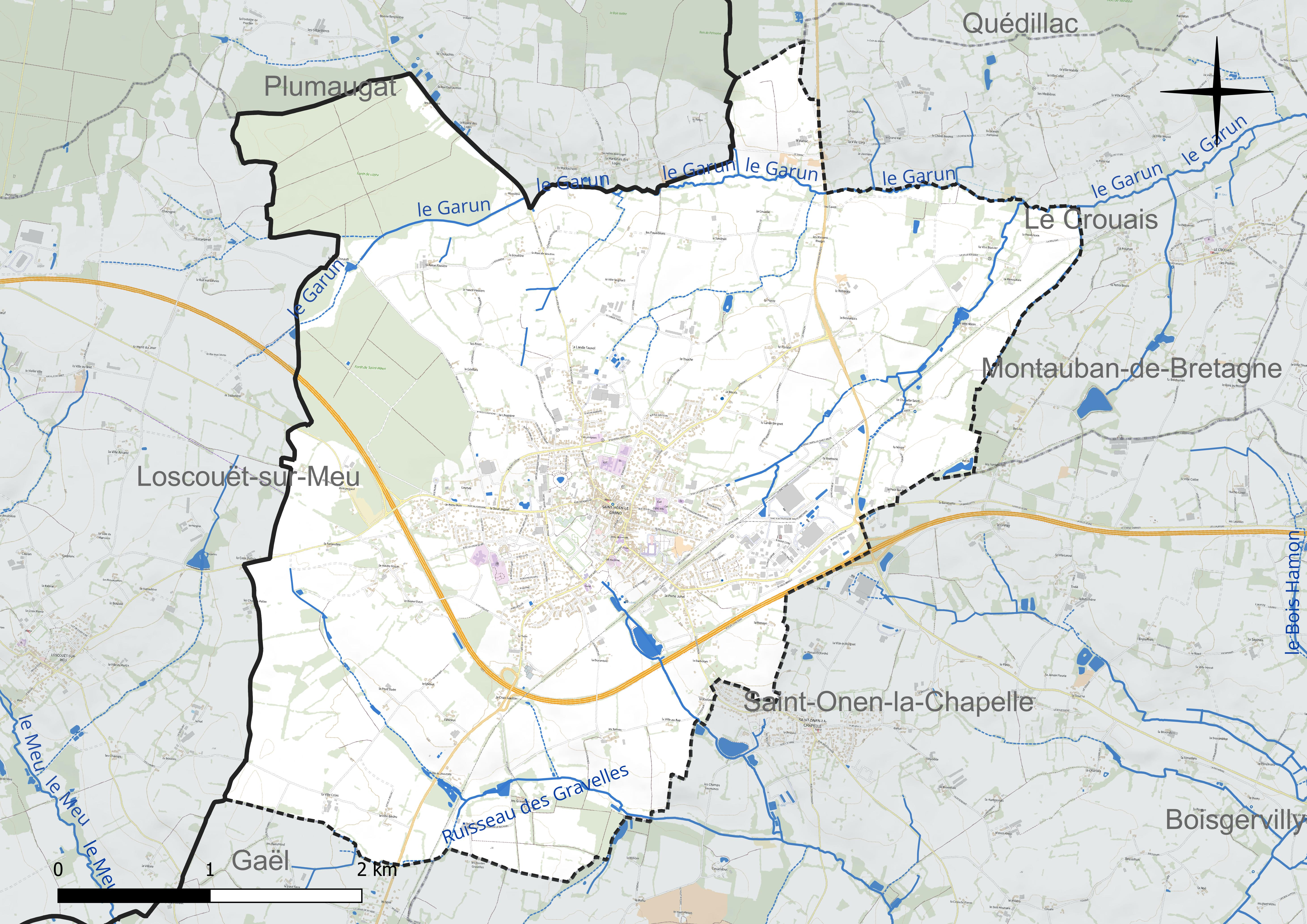
Réseau hydrographique de Saint-Méen-le-Grand.

### Climat
Pour des articles plus généraux, voir Climat de la Bretagne et Climat d'Ille-et-Vilaine.
En 2010, le climat de la commune est de type climat océanique altéré, selon une étude du CNRS s'appuyant sur une série de données couvrant la période 1971-2000. En 2020, Météo-France publie une typologie des climats de la France métropolitaine dans laquelle la commune est exposée à un climat océanique et est dans la région climatique  Bretagne orientale et méridionale, Pays nantais, Vendée, caractérisée par une faible pluviométrie en été et une bonne insolation. Parallèlement l'observatoire de l'environnement en Bretagne publie en 2020 un zonage climatique de la région Bretagne, s'appuyant sur des données de Météo-France de 2009. La commune est, selon ce zonage, dans la zone « Intérieur Est », avec des hivers frais, des étés chauds et des pluies modérées.
Pour la période 1971-2000, la température annuelle moyenne est de 11,3 °C, avec une amplitude thermique annuelle de 12,5 °C. Le cumul annuel moyen de précipitations est de 754 mm, avec 13 jours de précipitations en janvier et 6,7 jours en juillet. Pour la période 1991-2020, la température moyenne annuelle observée sur la station météorologique la plus proche, située sur la commune de Merdrignac à 16 km à vol d'oiseau, est de 11,7 °C et le cumul annuel moyen de précipitations est de 905,0 mm,. Pour l'avenir, les paramètres climatiques de la commune estimés pour 2050 selon différents scénarios d'émission de gaz à effet de serre sont consultables sur un site dédié publié par Météo-France en novembre 2022.

## Urbanisme

### Typologie
Au 1er janvier 2024, Saint-Méen-le-Grand est catégorisée bourg rural, selon la nouvelle grille communale de densité à sept niveaux définie par l'Insee en 2022.
Elle appartient à l'unité urbaine de Saint-Méen-le-Grand, une agglomération intra-départementale regroupant deux  communes, dont elle est ville-centre,,. Par ailleurs la commune fait partie de l'aire d'attraction de Saint-Méen-le-Grand, dont elle est la commune-centre,. Cette aire, qui regroupe 4 communes, est catégorisée dans les aires de moins de 50 000 habitants,.

### Occupation des sols
L'occupation des sols de la commune, telle qu'elle ressort de la base de données européenne d'occupation biophysique des sols Corine Land Cover (CLC), est marquée par l'importance des territoires agricoles (68,1 % en 2018), en diminution par rapport à 1990 (71,2 %). La répartition détaillée en 2018 est la suivante : 
terres arables (45,8 %), prairies (13,4 %), zones urbanisées (10,4 %), milieux à végétation arbustive et/ou herbacée (10,2 %), zones industrielles ou commerciales et réseaux de communication (9,7 %), zones agricoles hétérogènes (8,9 %), forêts (1,6 %). L'évolution de l'occupation des sols de la commune et de ses infrastructures peut être observée sur les différentes représentations cartographiques du territoire : la carte de Cassini (XVIIIe siècle), la carte d'état-major (1820-1866) et les cartes ou photos aériennes de l'IGN pour la période actuelle (1950 à aujourd'hui).

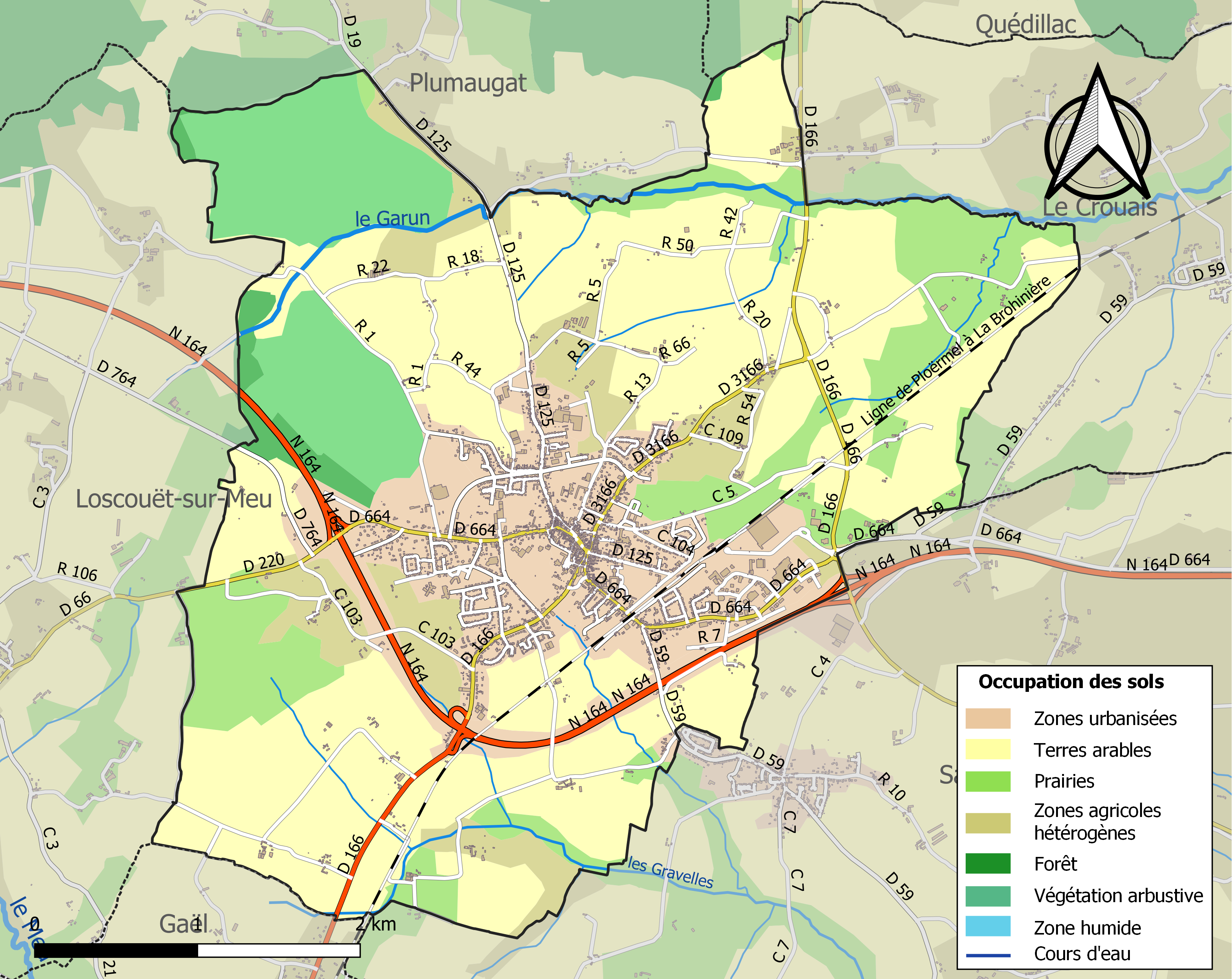
Carte des infrastructures et de l'occupation des sols de la commune en 2018 (CLC).

## Histoire

### Étymologie et origines
Saint Méen fut invité par le seigneur Caduon, et revint s'installer à ses côtés. Méen meurt le 21 juin 617 et figure au calendrier des saints bretons. Le premier tombeau, en granit, de saint Méen a été déposé dans le cimetière, sous le vitrail du chevet de la chapelle sud du transept.
Saint-Méen, au croisement de voies romaines, est un des anciens fiefs ecclésiastiques dont l'emplacement fut choisi au XIe siècle par l'abbé Hinguethon.

### Révolution française
Lors de la Révolution, la commune se déclare « pour » la République. Cela se manifeste, entre autres, par la participation aux fêtes révolutionnaires, dont la principale est celle célébrant l'anniversaire de l'exécution de Louis XVI, accompagnée d'un serment de haine à la royauté et à l'anarchie, fêtée à partir de 1795. D'autres fêtes sont célébrées : l'anniversaire de la République, chaque 21 septembre à partir de l'an IV, et les fêtes de l'Agriculture et de la Reconnaissance, pourtant peu suivies dans le département.
Au cours de la Révolution française, la commune porta provisoirement les noms de Méen-la-Forêt et Méen-Libre.
Le général Vachot écrit le 3 juin 1794 au Comité de salut public de Segré : « J'ai exterminé et presque entièrement détruit les Chouans qui ravageaient les districts de Broons, Saint-Méen, Montfort, Châteaubourg, Vitré, La Guerche, etc. ».

### LeXIXesiècle
En 1822, le collège établi dans l'ancienne abbaye de Saint-Méen-le-Grand est transformé en petit séminaire.
Le 6 avril 1884 la ligne ferroviaire (Ligne de Ploërmel à La Brohinière), gérée par la Compagnie des chemins de fer de l'Ouest est mise en service. Cette ligne ferroviaire, à écartement standard et à voie unique, longue de 41 km, comprenait entre Ploërmel et La Brohinière 5 gares situées à Loyat, Néant-Bois de la Roche, Mauron, Gaël et Saint-Méen ; la ligne fut gérée par la suite par le réseau Ouest-État, puis par la SNCF, ferma en 1972 pour le trafic voyageurs et totalement en 1998.
De 1878 à 1879 le barde breton Jean-Baptiste Théodore Marie Botrel a vécu chez sa grand-mère à Saint-Méen-le-Grand, dans une chaumine au Parson. Son œuvre en sera profondément marquée.

### LeXXesiècle

#### La Première Guerre mondiale
Le monument aux morts de Saint-Méen-le-Grand porte les noms de 107 soldats morts pour la France pendant la Première Guerre mondiale.
Le 19 octobre 1914, à Châlons-sur-Marne (Marne), un soldat originaire de Saint-Méen, Louis Ruelleux, du 19e bataillon de chasseurs à pied, est fusillé pour l'exemple pour « abandon de poste devant l'ennemi par automutilation » à la suite d'une décision du conseil de guerre de la 4e armée.

#### L'entre-deux-guerres
En 1918, le nom officiel de la commune est modifié de « Saint-Méen » en « Saint-Méen-le-Grand » pour la différencier de la commune de Saint-Méen située dans le Finistère.

#### La Seconde Guerre mondiale
Le monument aux morts de Saint-Méen-le-Grand porte les noms de 11 personnes mortes pour la France pendant la Seconde Guerre mondiale.
La 12ème Compagnie du 3ème Bataillon F.F.I. d'Ille-et-Vilaine est constituée le 6 août 1944 sous les ordres du capitaine Jubin et installe ses quartiers au Monterfil et à Paimpont (elle est baptisée Henri Moras, pour honorer cet homme abattu en service à l'entrée de Paimpont par un officier SS qui fuyait se cacher en forêt). Tous les groupes qui en sont membres avaient, avant cette date, déjà participé à des actions de sabotage et à des embuscades contre des convois allemands. Elle reçut comme mission le nettoyage de la présence allemande en forêt de Paimpont, en coopération avec l'armée américaine. Sur les 800 Allemands faits prisonniers en Forêt de Paimpont, environ 350 le furent par la 12e compagnie FFI et furent remis aux Américains ou convoyés au camp de prisonniers de Vezin-le-Coquet.

#### L'après-Seconde Guerre mondiale
Trois soldats originaires de Saint-Méen-le-Grand sont morts pendant la guerre d'Indochine : Yves Le Gras, Roger Riou et son frère Claude.
Entre 1946 et 1960 plusieurs dizaines de jeunes de Plumaugat, Éréac, Lanrelas, Mauron, Saint-Méen, etc.. sont partis faire la récolte des betteraves à sucre dans le nord de la France pour gagner leur vie et améliorer l'ordinaire de leur famille restée au pays.

## Héraldique
| Blason de Saint-Méen-le-Grand | Blason  | De gueules à trois écussons d'argent chargés chacun de trois mouchetures d'hermine de sable. |
| Blason de Saint-Méen-le-Grand | Détails | Le statut officiel du blason reste à déterminer.                                             |

## Politique et administration

### Liste des maires
La mairie fut construite en 1933 (pose de la première pierre en août 1930). Elle ne sera inaugurée que le 15 juillet 1934 (en même temps que les bureaux de Poste et Justice de Paix y attenant). Cet hôtel de ville avec son clocheton, inspiré des mairies de Gouda (Pays-Bas) et de Vichy, offre une architecture étonnante (illuminations nocturnes). À l'intérieur de la mairie, une plaque gravée rappelle les années d'enfance du barde breton Théodore Botrel (1865-1925) vécues à Saint-Méen au Parson, chez sa grand-mère Fanchon.
Depuis 1945, sept maires se sont succédé à la tête de la ville :

### Enseignement
- École maternelle publique : 1
- École maternelle privée : 1
- École primaire publique : 1
- École primaire privée : 1 (école Saint-Joseph)
- Collège public : 1 (collège Camille-Guerin)
- Collège privé : 1 (collège Notre-Dame)
- Lycée hôtelier privé : 1
- Maison Familiale Rurale : 1

## Démographie
L'évolution du nombre d'habitants est connue à travers les recensements de la population effectués dans la commune depuis 1793. Pour les communes de moins de 10 000 habitants, une enquête de recensement portant sur toute la population est réalisée tous les cinq ans, les populations de référence des années intermédiaires étant quant à elles estimées par interpolation ou extrapolation. Pour la commune, le premier recensement exhaustif entrant dans le cadre du nouveau dispositif a été réalisé en 2005.

En 2022, la commune comptait 4 642 habitants, en évolution de +0,43 % par rapport à 2016 (Ille-et-Vilaine : +5,46 %, France hors Mayotte : +2,11 %).
| 1793  | 1800  | 1806  | 1821  | 1831  | 1836  | 1841  | 1846  | 1851  |
| ----- | ----- | ----- | ----- | ----- | ----- | ----- | ----- | ----- |
| 1 370 | 1 690 | 1 661 | 1 892 | 1 913 | 2 057 | 2 319 | 2 616 | 2 830 |

| 1856  | 1861  | 1866  | 1872  | 1876  | 1881  | 1886  | 1891  | 1896  |
| ----- | ----- | ----- | ----- | ----- | ----- | ----- | ----- | ----- |
| 2 747 | 2 304 | 2 390 | 2 347 | 2 608 | 2 883 | 2 901 | 2 848 | 3 403 |

| 1901  | 1906  | 1911  | 1921  | 1926  | 1931  | 1936  | 1946  | 1954  |
| ----- | ----- | ----- | ----- | ----- | ----- | ----- | ----- | ----- |
| 2 971 | 2 955 | 2 671 | 2 503 | 2 601 | 2 661 | 2 814 | 2 865 | 2 742 |

| 1962  | 1968  | 1975  | 1982  | 1990  | 1999  | 2005  | 2006  | 2010  |
| ----- | ----- | ----- | ----- | ----- | ----- | ----- | ----- | ----- |
| 2 887 | 3 063 | 3 358 | 3 742 | 3 729 | 3 566 | 3 943 | 4 026 | 4 426 |

| 2015  | 2020  | 2022  | - | - | - | - | - | - |
| ----- | ----- | ----- | - | - | - | - | - | - |
| 4 610 | 4 576 | 4 642 | - | - | - | - | - | - |

## Économie
La commune est labellisée Village étape depuis 2017.
- Hôtel : 1 /
- Grandes surfaces généralistes (supermarchés) : 3 /
- Distribution spécialisée (meuble, bricolage, jardinage...) : 6 /
- Grandes et moyennes surfaces de discount : 1 /
- Alimentations, épiceries : 1 /
- Boucheries, charcuteries, traiteurs : 2 /
- Poissonneries : 2 (supermarchés) /
- Boulangeries, pâtisseries : 5 /
- Presse, fournitures scolaires et de bureau : 2 /
- Mode, habillement, chaussures : 4 /
- Banques, assurances : 10 /
- Bars, tabac : 14 /
- Restaurants : 10 /
- Coiffure, hygiène, esthétique : 9 /
- Matériel informatique (vente, entretien) : 1 /
- Auto-école : 3 /
- Art de la table, cadeaux : 2 /
- Bijouterie, horlogerie : 1 /
- Automobile (vente, entretien) : 6 /
- Moto, cycles, motoculture (vente, entretien) : 2 /
- Carburants : 2 (supermarchés) /
- Vins et spiritueux : 1 /
- Pharmacie, optique : 3 /
- Médecine de ville, sages-femmes, paramédical, vétérinaire : 8 /
- Photo, vidéo (vente de matériel, développement photo) : 1 /
- Radio-télévision, électroménager : 2 /
- Cordonnerie, pressing, sellerie : 3 /
- Fleurs, pépiniéristes : 3 /
- Immobilier, architecture, travail temporaire : 4 /
- Pompes funèbres : 2 /
- Articles de pêche : 1 /
- piscine: 1

Marché le samedi matin devant la place de la Mairie

### Sous-sol
Le bassin armoricain possède un sous-sol varié et à Saint-Méen, il y a plus spécialement du gneiss au nord et du schiste argileux ailleurs.

### Agriculture
Autrefois, l'agriculture était essentiellement basée sur la culture du blé, du pommier et des cultures fourragères pour les vaches laitières et l'élevage porcin.
Une coopérative laitière très importante fut implantée pour la transformation du lait. Elle est née grâce à l'obstination du sénateur Marcel Dauney. La C.O.L.I.V. (Coopérative Laitière d'Ille-et-Vilaine) est située à la Lande Fauvel, aux abords de la ville, dans la zone industrielle.
La C.O.L.I.V. a reçu en 1983 une médaille au concours général de Paris.
Groupée depuis avec Entremont Alliance, l'usine va fermer dans quelques mois[Quand ?], non pas par souci financier car l'usine était très rentable[réf. nécessaire] mais par le groupe qui vit de nombreuses restructurations et qui est désormais allié avec UNICOPA.

## Personnalités liées à la commune
- Joachim Lebreton (1760-1819), né à Saint-Méen-le-Grand, enseignant, législateur et administrateur, membre du Tribunat.
- le général Pierre André Grobon, baron de l'Empire, né à Saint-Méen le 6 janvier 1767, décédé aux Sables-d'Olonne le 5 juin 1815 à la suite de blessures reçues au cours de la bataille de Saint-Gilles-sur-Vie le 3 juin précédent, pendant l'insurrection vendéenne de 1815 ;
- Théodore Botrel (1865-1925), compositeur breton qui vit à Saint-Méen au Parson, chez sa grand-mère Fanchon ;
- Louis Delachenal (1897-1966), céramiste qui ouvre une usine à Saint-Méen dans les années 1940 ;
- Ernestine Lorand (1921-2008), poétesse et conteuse gallésante, née à Saint-Méen. Une rue porte son nom ;
- Marcel Daunay (1930-2008), agriculteur, syndicaliste, conseiller municipal et sénateur d'Ille-et-Vilaine.

### Cyclisme
- Louis Bobet dit Louison Bobet (1925-1983), coureur cycliste. Le musée Louison-Bobet, situé rue de Gaël, retrace la carrière du champion cycliste, enfant du pays. Différents objets d'époque y sont exposés : livres, témoignages, maquettes, vidéos, photos, revues, médailles, maillots, fanions, écharpes, vélos…
- Jean Bobet (1930-2022), son frère cadet ;
- Francis Pipelin (1931-), coureur cycliste né à Saint-Méen ;
- Frédéric Guesdon (1971-), coureur cycliste. Vainqueur de Paris-Roubaix et de Paris-Tours.

## Lieux et monuments
- Abbaye de Saint-Méen : abbatiale classée monument historique (fresques datant du XIVe siècle retraçant la vie de saint Méen et la montée au paradis), visite guidée sur demande. L'abbaye de Saint-Méen, dans l'ancien évêché de Saint-Malo, est la plus ancienne abbaye du département.
  - Église abbatiale de Saint-Méen (XIe siècle) : marquée par l'histoire et les reconstructions, l'abbatiale de Saint-Méen est loin d'avoir livré tous ses secrets. Les reliques du moine fondateur saint Méen y sont conservées. L'église contient également des fragments de vitraux comptant parmi les plus anciens de Bretagne, des XIIIe et XIVe siècles. Plusieurs années de restauration ont dernièrement permis de mettre au jour de véritables trésors, comme un magnifique mur datant du XIe siècle ; (Il est à noter qu'un chapiteau se trouvant sur l'une des arches du mur roman, a été buché. Cet élément stylistique aurait permis une datation plus fine de ces arcatures.) et une chapelle oubliée (du XIIe siècle) : la chapelle Saint-Vincent. Classée monument historique, l'abbatiale de Saint-Méen est considérée par beaucoup comme l'une des plus belles églises de la région.

Les fondations de l'église remontent à la reconstruction du monastère de Saint-Méen, entre 1024 et 1028. Les transepts auraient été édifiés au XIIe siècle, les deux chapelles ne voyant leur forme actuelle, tout comme la nef principale, qu'au commencement du XIVe siècle. Seules la tour et la chapelle Saint-Vincent conservent donc aujourd'hui des traces de pur roman, le reste de l'abbatiale mélangeant absolument tous les styles. Les dernières et plus importantes transformations furent opérées au XIXe siècle. À la suite de l'effondrement de l'antique nef de l'église (prolongeant autrefois l'édifice), les lazaristes entreprirent d'inverser l'orientation du lieu. Ainsi que le veut la tradition, l'axe de l'église était auparavant orienté vers l'est. Aujourd'hui, il l'est vers l'ouest. L'ancien chœur des moines devint la nef actuelle et le nouveau prit place sous la tour. On déplaça enfin le porche d'entrée en perçant le chevet.

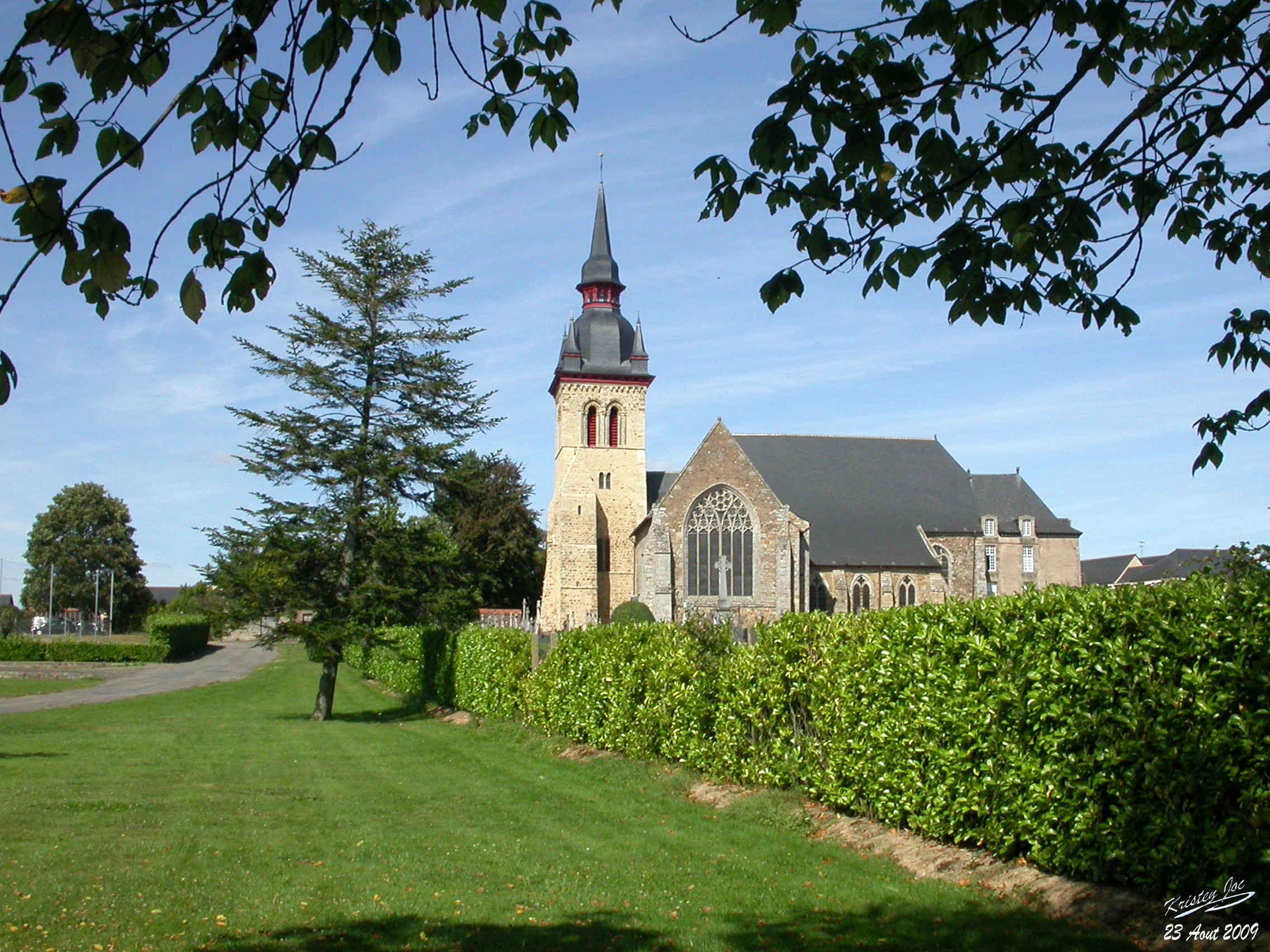
Abbatiale de Saint-Méen.
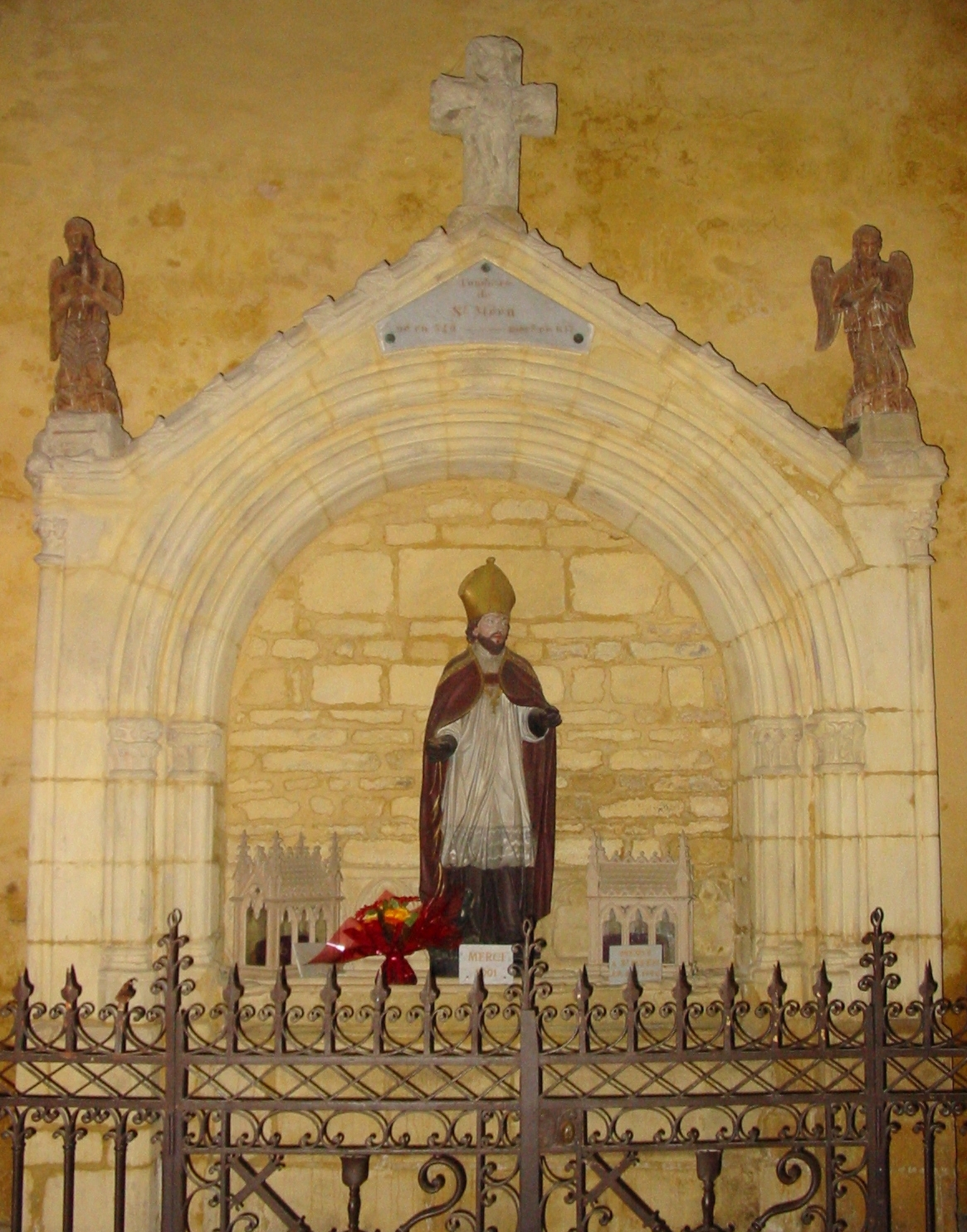
Tombeau de saint Méen.

- La chapelle Saint-Vincent de l'abbaye de Saint-Méen (XIIe siècle)
- La chapelle Saint-Méen à Saint-Méen-le-Grand (XXe siècle)
- La croix de l'abbaye de Saint-Méen-le-Grand (XIVe siècle)
- La fontaine Saint-Méen
- Le musée Louison-Bobet
- La mairie de Saint-Méen-le-Grand
- La maison mère des sœurs de la congrégation de l'Immaculée Conception de Saint-Méen

## Jumelages
Saint-Méen-le-Grand est jumelée avec : 
- Haltwhistle (Royaume-Uni) depuis 1993
- Valentano (Italie) depuis 2009